# Jan Wojtkiewicz
Jan Wojtkiewicz ps. „Wysoki” (ur. 8 maja 1888 we Włodawie, zm. 4 sierpnia 1915 pod Kamionką) – podporucznik Legionów Polskich, kawaler Orderu Virtuti Militari, działacz niepodległościowy.

## Życiorys
Był synem Konstantego i Marii z domu Wargońska. Uczył się w V gimnazjum w Warszawie. Po rozpoczęciu strajku szkolnego jako jeden z pierwszych uczniów opuścił je i przeniósł się do szkoły Radlińskiego w Siedlcach. Student Uniwersytetu w Bonn. Powołany do armii rosyjskiej celem odbycia w latach 1911–1912 służby wojskowej w 2 Brygadzie Artylerii.
W sierpniu 1914 wstąpił w szeregi Legionów Polskich w których otrzymał przydział do 1 pułku ułanów. Został wyznaczony na dowódcę 2 plutonu w 1 szwadronie. W pierwszej połowie 1915 został mianowany podporucznikiem. Wykazał się męstwem walcząc pod Kamionką. Zginął wycofując oddział którym dowodził, a znajdujący się pod silnym ostrzałem artylerii nieprzyjaciela. Utrzymywał jednocześnie ład i karność w szeregach oddziału. Za czyn ten odznaczony pośmiertnie Krzyżem Srebrnym Orderu Virtuti Militari. Kawaler.

## Ordery i odznaczenia
- Krzyż Srebrny Orderu Virtuti Militari nr 5297 – pośmiertnie 17 maja 1922[4][5]
- Krzyż Niepodległości[2]